# 9479 Madresplazamayo
9479 Madresplazamayo è un asteroide della fascia principale. Scoperto nel 1960, presenta un'orbita caratterizzata da un semiasse maggiore pari a 2,6189800 UA e da un'eccentricità di 0,0902388, inclinata di 4,55232° rispetto all'eclittica.